# Arrondissement di Nantua
L'arrondissement di Nantua è un arrondissement dipartimentale della Francia situato nel dipartimento dell'Ain, nella regione dell'Alvernia-Rodano-Alpi.

## Storia
Fu creato nel 1800, sulla base dei preesistenti distretti.

## Composizione
L'arrondissement è composto da 64 comuni raggruppati in 7 cantoni:
- cantone di Bellegarde-sur-Valserine
- cantone di Brénod
- cantone di Izernore
- cantone di Nantua
- cantone di Oyonnax-Nord
- cantone di Oyonnax-Sud
- cantone di Poncin